# Воїни майбутнього
Воїни майбутнього — китайсько-гонконгський науково-фантастичний бойовик режисера Нг Юен-фая.

## Про фільм
У 2055 році на Землю падає метеорит — в ньому живе швидко зростаюча інопланетна форма життя, яка отримала назву «Пандора».
Пандора очищає забруднену планету, але також вбиває все, що стає на її шляху. Щоб захистити жителів свого міста, важко озброєна армія Гонконгу, в чиєму розпорядженні є генетична карта рослини, намагається знищити «Пандору».
В ходу операції військові розкривають урядову змову.

## Знімались
| Актор       | Роль |
| ----------- | ---- |
| Луї Ку      |      |
| Каріна Лау  |      |
| Сін Лау     |      |
| Нік Чун     |      |
| Філіп Кеунг |      |